# 亞卡奇河
53°00′32″N 21°52′56″E / 53.00889°N 21.88222°E
亞卡奇河是波蘭的河流，位於該國東北部，處於波德拉謝省，流經沃姆扎縣，屬於魯日河的支流，河道全長14公里，河口處在沙布維姆沃德附近。